# 黑喉鹊鸦
黑喉鹊鸦（学名：Calocitta colliei），是鸦科鹊鸦属的一种，为墨西哥的特有种。全球活动范围约为156,000平方千米。该物种的保护状况被评为无危。
黑喉鹊鸦的平均体重约为229.5克。栖息地包括亚热带或热带的湿润低地林、亚热带或热带的旱林、亚热带或热带严重退化的前森林和亚热带或热带的（低地）干燥疏灌丛。